# Amâncio Fortes
Amâncio José Pinto Fortes (Luanda, 18 aprile 1990) è un calciatore angolano, centrocampista dell'União Santiago.

## Carriera
In carriera ha giocato 10 partite di qualificazione per l'Europa League.